# 薛爲學
薛為學（1436年—？），字志淵，直隸常州府武進縣人，明朝政治人物。進士出身。

## 生平
成化元年（1465年）舉乙酉科應天府鄉試第二十六名。成化二年（1466年）聯捷丙戌科會試第二百八十三名，殿試登進士第二甲第五十三名。

## 家族
曾祖薛浩之，曾任。祖父薛希賢，曾任。父亲薛瑄，曾任。